# کوجیرو ناکانو
کوجیرو ناکانو (ژاپنی: 中野 小次郎؛ زادهٔ ۵ مارس ۱۹۹۹) یک بازیکن فوتبال اهل ژاپن است.
از باشگاه‌هایی که در آن بازی کرده‌است می‌توان به باشگاه فوتبال هوکایدو کونسادول ساپورو اشاره کرد.